# Fall Out Boy
Pour les articles homonymes, voir FOB.
Fall Out Boy (FOB) est un groupe de rock américain, originaire de Wilmette, près de Chicago. Formé en 2001, il est composé de Patrick Stump (chanteur, guitariste et compositeur), Pete Wentz (basse, chant et paroles), Joe Trohman (guitare et voix) et Andrew Hurley (batterie et percussions). Ils connaissent un certain succès dès leurs débuts sous label discographique avec leur premier album From Under the Cork Tree. Sorti en 2005, cet album s'est vendu à plus de 2,5 millions d'exemplaires rien qu'aux États-Unis, où il a été certifié double disque de platine. Les Fall Out Boy ont également été nommés dans la catégorie « Meilleure révélation de l'année » aux Grammy Awards 2006. Le groupe a actuellement vendu plus de 34 millions d'albums, ce qui en fait un des plus grands vendeurs de disques de cette décennie.
Sans nom de groupe à l'origine, les quatre membres demandent directement des idées au public à la fin de leur second concert. Un spectateur proposa Fall out Boy,, une référence supposée à l'acolyte de Radioactive Man,, dans la série Les Simpson. Dans la version française, Fall Out Boy est appelé «Atomic Boy».

## Biographie

### Débuts (2001–2002)
Fall Out Boy est un groupe formé au début de l'année 2001 par deux amis, Joe Trohman et Pete Wentz, qui jouaient dans différents groupes punk hardcore de la région de Chicago. Épaulés par Rob Kat, un ami de Joe Trohman et aussi producteur, ils ont décidé de lancer leur groupe dans le même style que ce qu'ils écoutaient à l'époque, Green Day, Descendents ou The Smiths. Trohman a rencontré au lycée Patrick Stump dans un magasin Borders ; il s'est présenté à lui quand il a entendu qu'il parlait du groupe Neurosis, dont ils sont fans tous les deux. Stump a alors été auditionné pour la batterie, mais peu de temps après les autres membres du groupe découvrent ses qualités vocales et il en devient le chanteur.
Deux autres musiciens sont alors recrutés pour jouer à la batterie et à la guitare. Pendant l'année, le groupe débute par la sortie d'une démo auto-produite, suivie le 28 mai 2002 de la sortie d'un Split EP avec le groupe Project Rocket, puis du mini-LP Fall Out Boy's Evening Out with Your Girlfriend sous le label Uprising Records en 2003.
À leurs débuts, les Fall Out Boy (FOB) n'avaient pas de nom. Lors de leur deuxième concert, les membres du groupe demandent au public un nom pour leur formation et quelqu'un propose Fall out Boy en référence à un personnage de la série animée Les Simpson (appelé Atomic Boy en VF) ; c'est le point de départ réel du groupe et de sa renommée. Deux ans plus tard, le quatuor signe son premier album, Take This To Your Grave. Les amateurs de jeux vidéo se ruent dessus, le groupe y faisant un clin d’œil de soutien à GTA, jeu incessamment attaqué par la morale américaine.

### Succès indépendant (2003–2004)
Le batteur Andrew Hurley s'ajoute à la formation après l'un de leurs concerts. Le 6 mai 2003, le groupe sort son premier album, Take This to Your Grave.

### Débuts commerciaux (2005–2006)

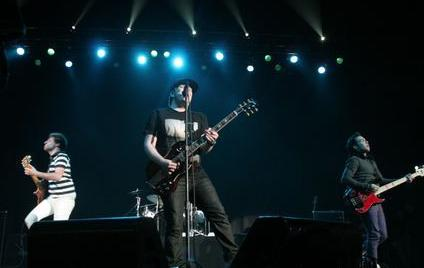
Fall Out Boy sur scène en 2006.

Si Fall Out Boy reste encore discret en se construisant tranquillement une carrière underground en concert et sur le Net, le groupe tape néanmoins dans l’œil et les oreilles du label Island Records et se voit proposer en 2005 la production de son second opus, From Under the Cork Tree.
On y retrouve une nouvelle fois des références kitsch comme Nobody Puts Baby In The Corner, titre tiré de la plus fameuse réplique du film Dirty Dancing, devenue un incontournable du parler populaire américain au même titre que le fameux "Cassé" dans Brice de Nice. La vidéo issue du titre Sugar, we’re going down avec son homme–cerf emporte les suffrages des lecteurs du magazine rock US Kerrang.
L’album se classe dans le Top 10 des charts américains et retient encore une fois l'attention avec une de ses vidéos, Dance, dance. Les Fall Out Boy sont ainsi nommés dans la catégorie « meilleure révélation de l’année » aux Grammy Awards édition 2006.
Ils font alors une apparition dans la série des Frères Scott (saison 3) - le bassiste a même joué son propre rôle en sortant avec le personnage de Peyton. En 2008, le chanteur du groupe Patrick Stump fait une apparition dans le deuxième épisode de la dix-huitième saison de New York, police judiciaire, ainsi que dans l’épisode 17 de la huitième saison de Dr House en 2012. 

### Consécration (2007)
En février 2007, le groupe sort l'album Infinity on High. Le premier extrait de l'album est le titre This Ain't a Scene, It's an Arms Race, qui s'est classé à la 11e place en France dans la semaine du 20 mai au 26 mai 2007. Ce titre est suivi par trois autres : Thnks Fr Th Mmrs, The Take Over, The Breaks Over et I'm Like A Lawyer With The Way I'm Always Trying To Get You Off (Me & You), qui connaissent moins de succès. Le premier DVD concert du groupe (**** Live in Phoenix) sort le 14 avril de la même année en France. Il contient en outre un CD incluant la reprise du Beat It de Michael Jackson, ainsi que des images tournées dans les coulisses de leur concert à Phoenix de 2007.
À cette date, le groupe a donné deux concerts uniques en France, à Paris et Lille, pour lesquels toutes les places ont été vendues en très peu de temps. Fin octobre, le groupe passe une partie de la soirée sur NRJ, dans LESI, où il chante Thnks Fr Th Mmrs et I Don't Care. Les auditeurs ne tardent pas à remarquer les qualités vocales de Patrick Stump et le font savoir. En mars 2009, la tournée des Fall Out Boy passe par la France avec un concert au Zénith de Paris le 10, puis à Bordeaux le 11, Montpellier le 14 et Strasbourg le 22.

### Confirmation (2008–2009)
Le 16 décembre 2008 sort Folie à deux (l'album devait normalement sortir le 4 novembre mais la date a été repoussée par la maison de disques), sixième album dont le premier extrait s'intitule I Don't Care. Dans le clip du single, on peut apercevoir Pete et Patrick déguisés en religieuses, Joe vêtu seulement d'un manteau et Andy qui se bat. Le deuxième single est America's Suitehearts, sorti le 8 décembre 2008.
Au 29 janvier 2009, l'album Folie à deux s'est vendu à plus de 500 000 exemplaires aux États-Unis et a dépassé le million dans le reste du monde. D'après le magazine français Rock One, il s'agit de l'album le plus attendu de l'année 2008. Au 25 mai, l'album se serait vendu à plus d'un million d'exemplaires aux États-Unis et s'approche des deux millions dans le reste du monde. Fall Out Boy annonce en avoir vendu plus de 8 millions à la fin 2009.
En octobre 2009, le groupe annonce la sortie de son premier best-of, Believers Never Die - Greatest Hits, incluant deux chansons inédites, dont la première s'appelle Alpha Dog. L'album sort le 26 novembre 2009.

### Pause (2010–2012)
Dès lors, le groupe fait une pause d'une durée indéterminée. Joe Trohman et Andy Hurley forment un nouveau groupe, The Damned Things, avec des membres de Anthrax et Every Time I Die. De son côté, Pete Wentz crée le groupe Black Cards avec la chanteuse Bebe Rexha, le guitariste Nate Patterson et le batteur Spencer Peterson. Patrick Stump s'est lui lancé dans une carrière solo avec un premier album, Soul Punk, sorti le 18 septembre 2011 aux États-Unis.
Les rumeurs se multiplient pendant des mois sur l'avenir de Fall Out Boy. Le quatuor semblait avoir choisi de se séparer, d'après les déclarations de Pete Wentz et de Patrick Stump. Le bassiste du groupe avait déclaré sur son blog : « Autant que je sache, Fall Out Boy s'est séparé, je ne peux pas prédire que je jouerai de nouveau au sein de Fall Out Boy ». De son côté, le chanteur avait révélé lors d'une interview qu'il n'était actuellement plus dans la formation. Cette séparation s'était cependant faite de manière très amicale et les musiciens n'excluaient pas de se réunir un jour. En mars 2011, Patrick Stump annonce que le groupe n'a jamais splitté et que la question ne s'est jamais posée au sein du groupe. Il ajoute que Fall Out Boy est simplement en pause.

### Retour (depuis 2013)

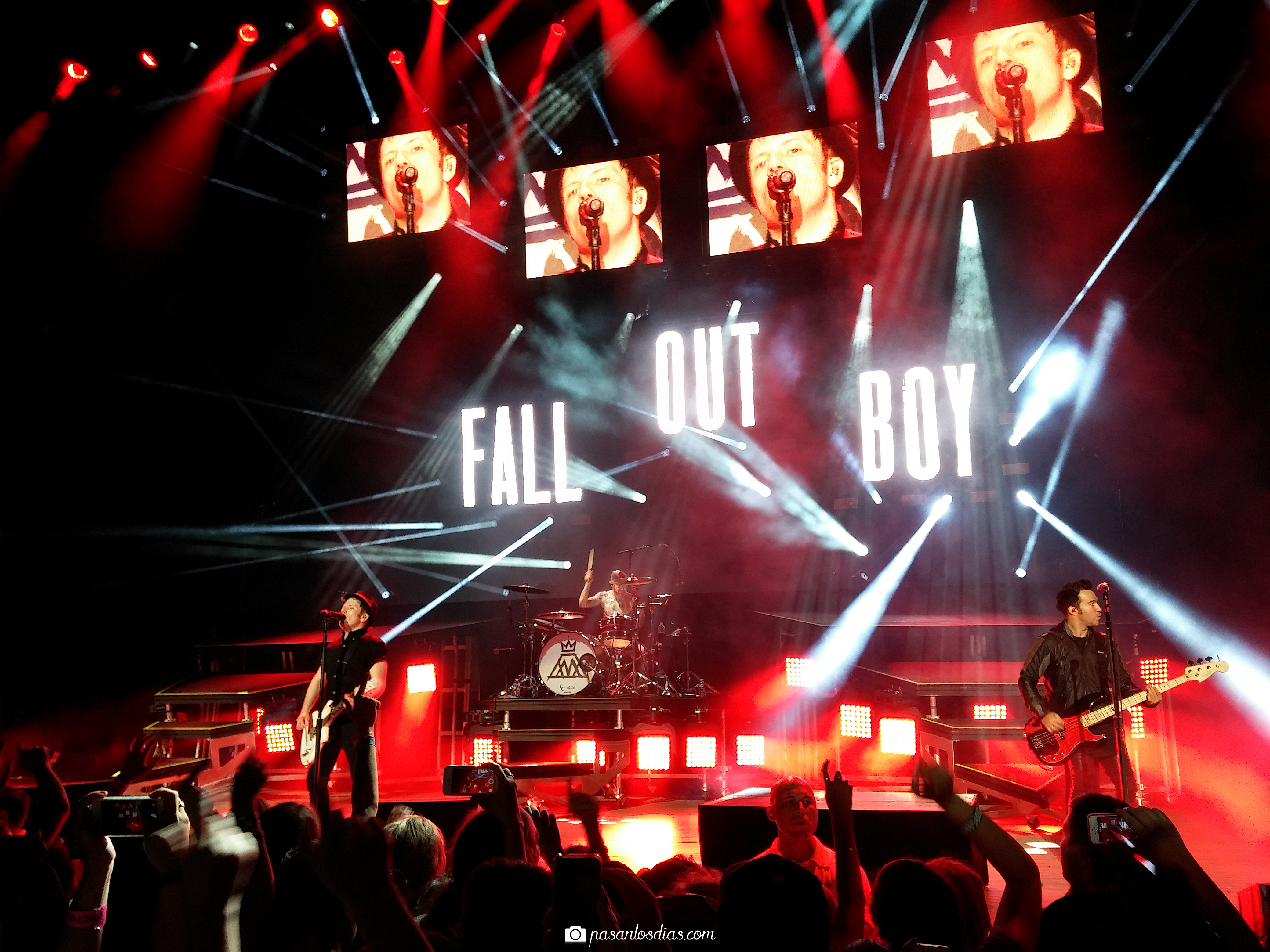
Fall Out Boy à un concert durant le Monumentour.

Le 4 février 2013, le groupe officialise son retour avec l'album Save Rock and Roll, qui sort les 15 et 16 avril, en plus d'une tournée passant par les États-Unis, l'Europe et l'Australie jusque mai 2013. Les membres assurent que ce n'est pas une reformation puisqu'ils ne se sont jamais séparés. En parallèle de la tournée, le groupe sort un clip pour chaque chanson de l'album sur Youtube, formant un moyen métrage appelé The Young Blood Chronicles. Le 15 octobre 2013, le groupe sort PAX AM Days, un album de huit titres. Le 9 septembre 2014, la chanson Centuries sort en téléchargement sur iTunes et annonce la sortie du prochain album, American Beauty/American Psycho, prévue pour le 20 janvier 2015. La chanson Immortals issue de ce dernier album fait une apparition au cinéma à l'occasion de la sortie du film Big Hero 6 (traduit en France par Les Nouveaux Héros) en novembre 2014 aux États-Unis.
Le 27 avril 2017, ils dévoilent un single nommé Young and Menace qui est celui choisi pour faire la promotion de leur prochain album nommé MANIA (stylisé M A N I A) et qui était initialement prévu pour le vendredi 15 septembre 2017. Une tournée nommée MANIA Tour accompagne également la sortie de cet album. Elle débutera le 20 octobre 2017 et se finira le 18 novembre de la même année. Le 22 juin 2017, Fall Out Boy dévoile un nouveau single nommé Champion. Le 3 août 2017, une note écrite par Patrick Stump est postée sur les différents réseaux sociaux du groupe (Instagram, Facebook, et Twitter) et annonce que l'album est repoussé au 19 janvier 2018, le groupe ayant besoin de temps supplémentaire pour le terminer[réf. nécessaire].

## Discographie

### Albums studio
- 2003 : Fall Out Boy's Evening Out with Your Girlfriend
- 2003 : Take This to Your Grave
- 2005 : From Under the Cork Tree
- 2007 : Infinity on High
- 2008 : Folie à Deux
- 2013 : Save Rock and Roll
- 2015 : American Beauty/American Psycho
- 2018 : M A N I A
- 2023 : So Much (For) Stardust

### Compilations & Live
- 2008 : Live in Phoenix
- 2009 : Believers Never Die - Greatest Hits
- 2019 : Believers Never Die - Greatest Hits 2

## Distinctions

### Récompenses
- 2005 : MTV Video Music Award - MTV2 Award pour "Sugar, We're Goin Down"
- 2006 : MuchMusic Video Award - d'après le choix des téléspectateurs, le meilleur groupe international avec Dance, Dance
- 2006 : Kerrang! Award - meilleur clip pour Sugar, We're Goin Down
- 2006 : Choice Music - meilleure chanson Rock pour Dance, Dance
- 2006 : Choice Music' - meilleure chanson pour Dance, Dance
- 2006 : Choice Music - groupe de rock de l'année
- 2006 : MTV Video Music Award - Viewer's Choice
- 2007 : Kerrang! Award - meilleure vidéo pour This Ain't a Scene, It's an Arms Race
- 2007 : Teen Choice Awards - single pour Thnks Fr Th Mmrs
- 2007 : Teen Choice Awards - meilleur groupe de rock
- 2007 : MTV Video Music Award - meilleur groupe
- 2008 : MuchMusic Awards - Meilleure vidéo avec The Take Over, The Breaks Over
- 2008 : TMF Awards - Meilleur groupe d'alternative
- 2008 : TMF Awards - Meilleur groupe en live
- 2008 : TMF Awards - Meilleur groupe de rock
- 2015 : MTV Video Music Award - meilleure vidéo pour "Uma Thurman"
- 2015 : American Music Awards - meilleur groupe de Rock Alternatif

### Nominations
- 2006 : MuchMusic Video Award - nomination pour le meilleur groupe international pour Dance, Dance
- 2006 : MTV Video Music Awards Latin America - nomination pour le meilleur nouvel artiste (International)
- 2006 : Kerrang! Award - nomination pour la meilleure chanson Sugar We're Going Down
- 2006 : Kerrang! Award - nomination pour le meilleur album From Under the Cork Tree
- 2006 : Kerrang! Award - nomination pour le meilleur groupe du monde
- 2006 : Grammy Award - nomination pour le meilleur nouvel artiste
- 2006 : MTV Video Music Award - nomination pour le meilleur clip avec Dance, Dance
- 2007 : MTV Music Video Awards - nomination pour le meilleur groupe
- 2007 : MTV Music Video Awards - nomination pour le single de l'année chanson Thnks fr th mmrs
- 2007 : MTV EMA's - nomination pour le meilleur groupe rock
- 2007 : MTV EMA's - deux autres nominations
- 2008 : NRJ Music Awards 2008 - Nomination pour la révélation internationale de l'année avec leur album Infinity on High
- 2008 : MuchMusic Awards - meilleur video avec The Take Over, The Breaks Over
- 2009 : NRJ Music Award 2009 - nomination pour le groupe international de l'année et le clip de l'année avec I Don't Care
- 2015 : MTV EMA's - meilleur artiste alternatif

## Autres médias

### Films et séries
| Chanson                                              | film(s)- série (année) |
| ---------------------------------------------------- | --- |
| Dance, Dance                                         | American Pie présente : Les Sex Commandements (2009), SingStar Rocks! (2006), Les Frères Scott : An Attempt to Tip the Scales (2005), Madden NFL 06 |
| Sugar, We're Going Down                              | Supernatural : Bloody Mary (2005), Fog (2005), Les Frères Scott : From the Edge of the Deep Green Sea (2005) et Brave New World (2006)              |
| This Ain't a Scene, It's an Arms Race                | SingStar Amped (2007), Reading and Leeds Festival (série TV) : Highlights                                                                           |
| I Don't Care                                         | Les Frères Scott : Letting Go (2009) |
| The Phoenix                                          | Beauty and the Beast : Playing with Fire (2013) |
| My Song Knows what You Did in the Dark (Light Em Up) | Esprits Criminels : Les Frères Hotchner (8x23) (2013), Percy Jackson : La Mer des monstres (2013), Les Nouveaux Héros (2015)                        |
| Immortals                                            | Les Nouveaux Héros (2015) |

Le groupe fait aussi un petit passage dans la série Happy Tree Friends (diffusée sur internet) où ils ont interprété The Carpal Tunnel of Love. Et ils font notamment une apparition dans le film comédie : Sex Drive sorti en octobre 2008. À noter également que les Fall Out Boy ont enregistré la musique de fin de l'épisode Lisa la reine du drame (S20E9) de la série Les Simpson. 
Leur chanson My song knows what You Did in the Dark (Light Em Up) est reprise dans le film Pitch Perfect 2 par le groupe Das Sound Machine. 

### Jeux vidéo
Deux chansons du groupe sont présentes sur les bandes originales de jeux de la série de jeux vidéo Burnout : la chanson Dance, Dance est présente dans Burnout Revenge, et Reinventing the Wheel to Run Myself Over dans Burnout 3: Takedown sur PlayStation 2.Dance, Dance est aussi présente dans Guitar Hero Warriors of Rock ainsi que d'autres comme I'm Like A Lawyer With the Way I'm, Thnks Fr Th Mmrs et This Ain't a Scene It's an Arm's Race. Take Over the Break Is Over est aussi présente dans le jeu Ultimate Band. Our Lawyer Made Us Change The Name Of This Song So We Wouldn't Get Sued est présente dans NHL 06 . Leur musique : The Phoenix est le theme officiel du jeu WWE 2K14. My Songs Know What You Did In The Dark (Light Em Up) dans le jeu Guitar hero live sorti en 2015 et dans Fortnite Festival en 2023 en tant que piste musicale.